# Juwita
Pour plus de détails, voir Fiche technique et Distribution.
Juwita est un film dramatique musical singapourien réalisé par S. Ramanathan et interprété par P. Ramlee, sorti le 12 octobre 1951.

## Synopsis
Ramlee, célèbre compositeur et directeur d’orchestre, retourne dans son village natal après cinq ans d'absence. Choqué de découvrir que sa fiancée Juwita est devenue aveugle, il promet de l'aider à payer l'opération qui lui rendra la vue. Entre-temps, Hassan, son meilleur ami, qui a des sentiments amoureuse pour Juwita et Rohani, une chanteuse de l'orchestre, et qui est également amoureux de Ramlee, se promettent de tout faire pour séparer le couple. 
Ramlee quitte son village pour Bangkok où il doit se produire, laissant Juwita aux soins d'Hassan. Depuis Bangkok, Rohani envoie un télégramme à Juwita, prétendant que Ramlee est mort...

## Fiche technique
- Titre original : Juwita
- Titre français : Juwita
- Réalisation : S. Ramanathan, P. Ramlee (assistant)
- Scénario : S. Ramanathan, P. Ramlee (coauteur)
- Photographie : Koh Jee Soon
- Son : Chong Chee Liat, CM Lee
- Montage : A. Bakar Ali
- Musique : P. Ramlee, Yusof B.
- Lyrics : S. Sudarmadji, Yusof B.
- Société de production :  Malay Film Productions Ltd.
- Société de distribution :  Shaw Brothers Ltd.
- Pays d’origine :  Singapour
- Langue : malais
- Format : Noir et blanc
- Date de sortie : 1951 (Singapour)

## Distribution
- P. Ramlee : Ramlee
- Kasma Booty : Juwita
- A. Rahim : Hassan
- Salmah : Rohani
- Ulong Jawa : Salim
- S. Shamsuddin : Sudin
- Saadiah
- Daeng Harris
- Siti Tanjung Perak

## Chansons du film
- Semarak Hati - P. Ramlee et Rubiah
- Duka Berganti Suka
- Rindu Hatiku Tidak Terkira (Ponggok Rindukan Bulan) - P. Ramlee et Rubiah
- Juwita - P. Ramlee
- Raga Musnah - P. Ramlee et Rubiah
- Merayu Hati - P. Ramlee et Lena
- Sekuntum Mawar - P. Ramlee et Lena